# Semizeu

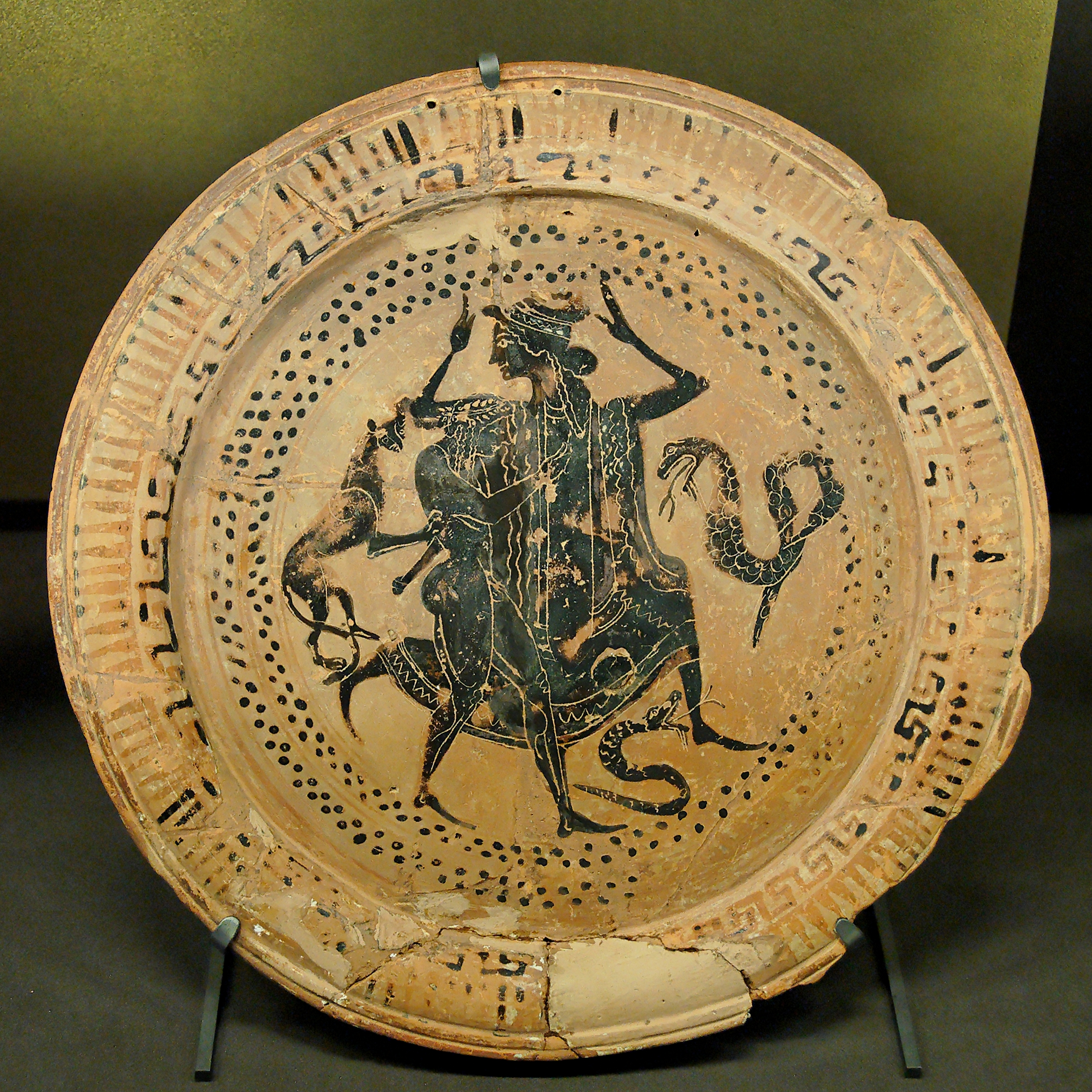
Răpirea zeiței Thetis de către muritorul Peleus (ceramică beoțiană cu figuri negre din sec. V î.Hr.) - Tema relațiilor amoroase dintre zei și muritori stă la originea tuturor miturilor despre semizei (aici, mitul lui Ahile).

Un semizeu (latină: semideus, italiană: semidio, franceză : demi-dieu, engleză: demigod sau demi-god) este un erou mitologic născut dintr-un zeu și o muritoare sau dintr-o zeiță și un muritor.  Ca atare, semizeii au o natură hibridă, divină și muritoare, care explică puterile extraordinare cu care sunt înzestrați.
În alte accepțiuni, termenul de „semizeu” este uneori aplicat și unor divinități de rang inferior, precum și unor personaje umane zeificate, sau ale căror caracteristici excepționale sunt asemănătoare celor divine (fără a fi, însă, divinități).
Un exemplu arhetipal de semizeu îl constituie eroul Ghilgameș, din mitologia sumeriană. Rege mitic al Urukului, el este prezentat de obicei ca fiind două treimi zeu și o treime om. Se remarcă prin statura și puterile lui miraculoase: construiește zidurile cetății,  înfruntă creaturi supranaturale, înfrânge armatele dușmane, seduce o zeiță și întreprinde o călătorie la capătul lumii, în căutarea unui leac împotriva morții, care i-a răpit prietenul. Multe din elementele acestui mit se regăsesc, sub forme asemănătoare, în alte mituri ulterioare referitoare la semizei.
Semizeii sunt prezenți în majoritatea sistemelor mitologice, dar ei au avut o importanță cu totul deosebită în mitologia și în religia antică greacă. Cultul lor era întreținut mai ales de către cei care se considerau descendenți din acești eroi și care invocau, astfel,  protecția lor.
Printre semizeii cei mai cunoscuți din mitologia greacă se numără : Heracle (fiul lui Zeus și al muritoarei Alcmena), Perseu (fiul lui Zeus și al muritoarei Danae), Tezeu (fiul lui Poseidon și al muritoarei Aethra), Minos (fiul lui Zeus și al Europei), Ahile (fiul zeiței Thetis și al muritorului Peleus), Enea (fiul zeiței Afrodita și al muritorului Anchise), ș.a.,Thalia (fiica lui Zeus)  Dionysos, (fiul lui Zeus și al muritoarei Semele), a fost singurul semizeu acceptat ca zeu pe Muntele Olimp (Heracle, care și-a câștigat și el nemurirea, nu a fost niciodată considerat zeu olimpian).
Semizeii se lupta cu monstrii, acestia foloesc arme facute de cioclopi pentru a se apara. Nu toti semizeii sunt buni, Cronos zeul titanilor poate intra in minte lor si chiar a muritorilor, ii atrage de partea lui distrang semizeii buni. Acesta incearca sa ii distruga de multi ani, daca nu ar fi existat semizeii care sa salveze lumea sa il infranga pe Cronos lumea ar fi domnit sub puterea raului.